# Igor Sergei Klinki
Igor Sergei Klinki (Ігор Сергій Клинки), (Kiev, Ucrânia, 10 de outubro de 1959) é um poeta e escritor ucraniano nacionalizado argentino.
Desde 1969 reside em Mar del Plata, Argentina. Estudou arquitetura e jornalismo. Foi presidente da Fundação de Poetas e diretor do seu órgão de difusão, La Blinda Rosada, até o ano 2004. Na obra de Klinki todo é motivo de dúvida, desafeição e confrontação, uma búsqueda incessante de novas alternativas existenciais nas que, parafraseando a Dylan Thomas, a morte não tenha dominio.
Seus pontos de vista são inesperados, pelo qual é impossível tentar uma classificação. Sua poesia, hilariante e frequentemente nos limites do absurdo, percorre espaços históricos fechados até terminar numa visão caótica da realidade. Atualmente trabalha na realização de projetos audiovisuais. Tem publicado sob os pseudônimos Rafael San Martín, Roberto Escoda, Antoine Jossé, María Fernanda Celtasso, Sergei Daviau, etc.

## Biografia
De acordo com sua biografia fictícia:
Durante sua infância, sua família mudou-se para Mar del Plata, Argentina, onde estudou arquitetura e fez cursos de jornalismo. Ele foi presidente da Foundation of Poets desde 1995 até 2004, e fundou e dirigiu La Blinda Rosada, uma revista de contos.

## Obras
- Antes do meu suicidio, poemas, 1969
- As nuvens, teatro, 1971
- Poemas do día seguinte, poemas, 1976
- O deshabitante, romance, 1979
- Free Moscow, história em quadrinhos, 1981
- O sonho do vento, poemas, 1993
- Não intentes comprender, livro de artista, 1994
- Portas para Julieta, poemas, 1995
- Cidade sem nome, poemas, 1997
- La tormentade, poemas, 1999
- Os días e os días, poemas, 1973 - 2000
- Do último país que eu visitei, manifesto, 2000
- Ou, texto experimental a respeito de Ter ou ser? de Erich Fromm, 2000
- A impossibilidade de amar, ensaio, 2001
- A dificuldade de ser mulher, ensaio, 2002
- Um cão chamado Laura Ibáñez, roteiro cinematográfico, 2003
- Vinte poemas para ser lidos na cama comigo, poemas, 2003
- O conhecimento. A deconstrução, ensaio, 2005
- Jamais tão perto arremeteu o longe, ensaio a respeito de Jean-Luc Godard, 2006
- O sol brilha para os amaldiçoados, poemas, 2006
- Filosofía para a resistencia, ensaio, 2006
- A natureza do jogo, ensaio, 2006
- Mulher bonita, biografía, 2006
- Drowsih, roteiro cinematográfico, 2006
- Carrousel des mandibules, roteiro cinematográfico, 2007